# تاريخ مدينة عمان

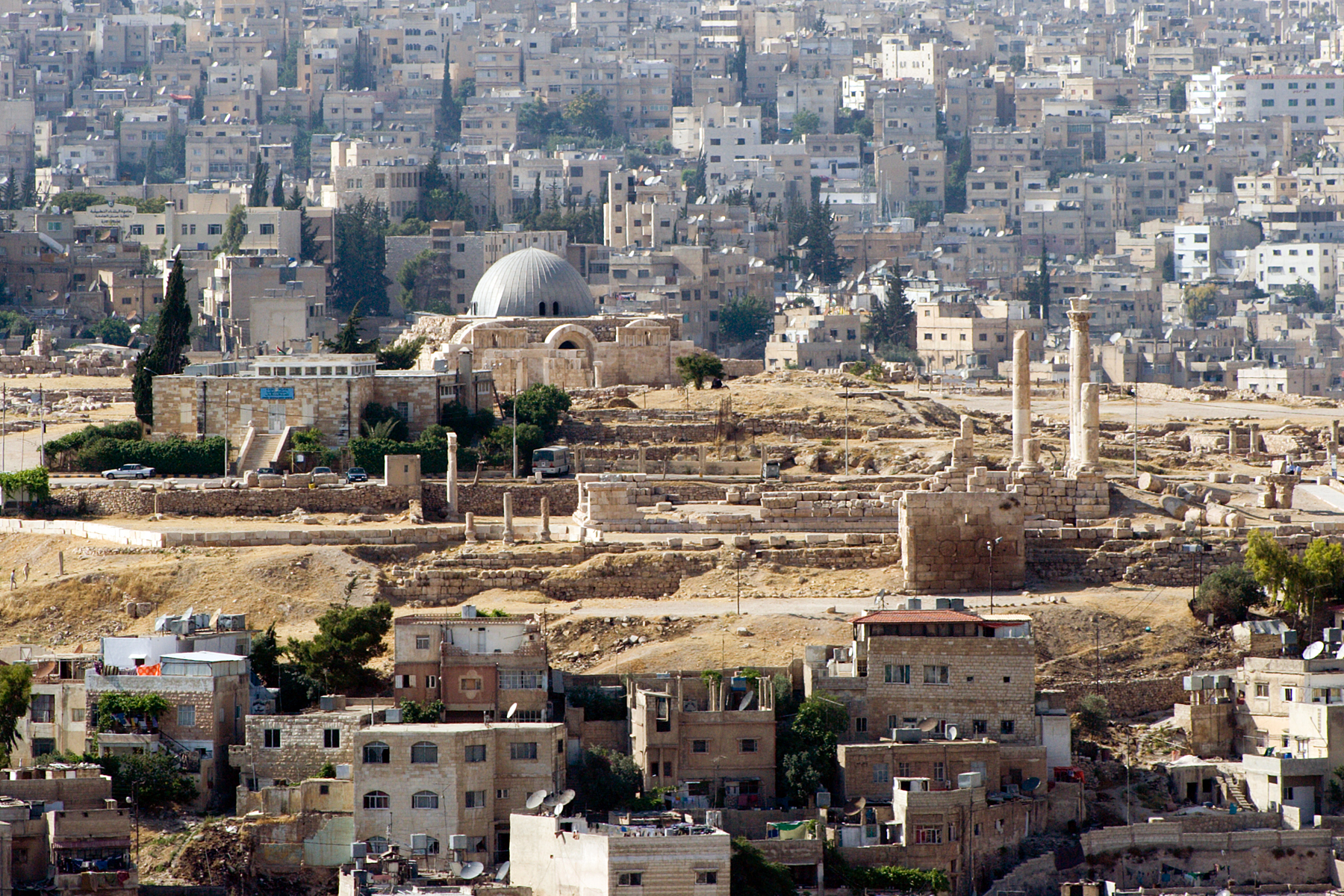
جبل القلعة - كان مقرا لحكم العمونيين منذ القدم في المدينة، ومن ثم استخدمه اليونان والرومان والبزينطيين عندما احتلوها، إلى ان هل الفتح الإسلامي حيث بُني القصر الأموي على قمته

تعود أقدم معالم الحضارات الإنسانية في عمّان، المكتشفة في موقع عين غزال شرق المدينة، إلى الالف السابع قبل الميلاد، ومع بداية العصور الحجرية الحديثة، في مطالع الالفية الرابعة قبل الميلاد، اشاد الإنسان القديم، في عمان، عمائره الكبيرة، من ابراج وصوامع ونصب، تدل عليها بقايا آثارها المتناثرة في اطراف عمان إلى اليوم.
وقد تعاقبت عليها الشعوب والقبائل القديمة، وتركت آثارها فيها، وتشير الشواهد إلى ان العمونيين انشأوا مملكتهم في عمان، في الالف الثالث قبل الميلاد، واسموها (ربة عمون)، أي (دار ملك – عمون)، والتي تحولت فيما بعد إلى (عمون) فـ (عمّان).
كما احتلها الآشوريون ثم البابليون، إلى ان وقعت تحت السيطرة اليونانية، في القرن الرابع قبل الميلاد. ثم احتلها (بطليموس فيلادلفوس)، في اواخر القرن الثالث قبل الميلاد، الذي اقام مدينة جديدة على انقاض المدينة القديمة، ومنحها اسماً مشتقاً من اسمه (فيلادلفيا)، ويعني (مدينة الحب الاخوي).
وقد مد العرب الانباط سيطرتهم إلى (فيلادلفيا)، في اواخر عهد البطالسة اليونانيين، وبقيت المدينة كذلك إلى ان وقعت تحت الاحتلال الروماني، في مطلع القرن الأول الميلادي، بعد سيطرتهم على مدينة البتراء، حيث انشأ الرومان فيها عمائر جديدة، تميزت بالدقة والمتانة والفن الرفيع، ولا يزال معظمها قائماً إلى اليوم. ومع انقسام الامبراطورية الرومانية، ظلت عمان تحت الحكم البيزنطي، إلى ان فتحها القائد العربي المسلم (يزيد بن أبي سفيان)(634 م)، في عهد الخليفة الأول ابي بكر الصديق.
وبدأ تاريخ آخر للمدينة، فأنشأ فيها الأمويون، وحولها، المساجد والعمائر والقلاع، وداراً لسك النقود. ومع وقوع بلاد الشام كلها تحت السيطرة العثمانية، في مطلع القرن السادس عشر، فان المصادر تصمت نسبياً، عن ذكر احداث ذات شأن عن عمان، ما يعني انقطاعا للاستقرار البشري في المدينة، وان لم يكن الامر كذلك في محيطها وجوارها.
يوجد بالمدينة متحف الآثار الأردني الذي يحاكي تاريخ هذه المدينة عبر عصورها المتتالية.

## العصر القديم

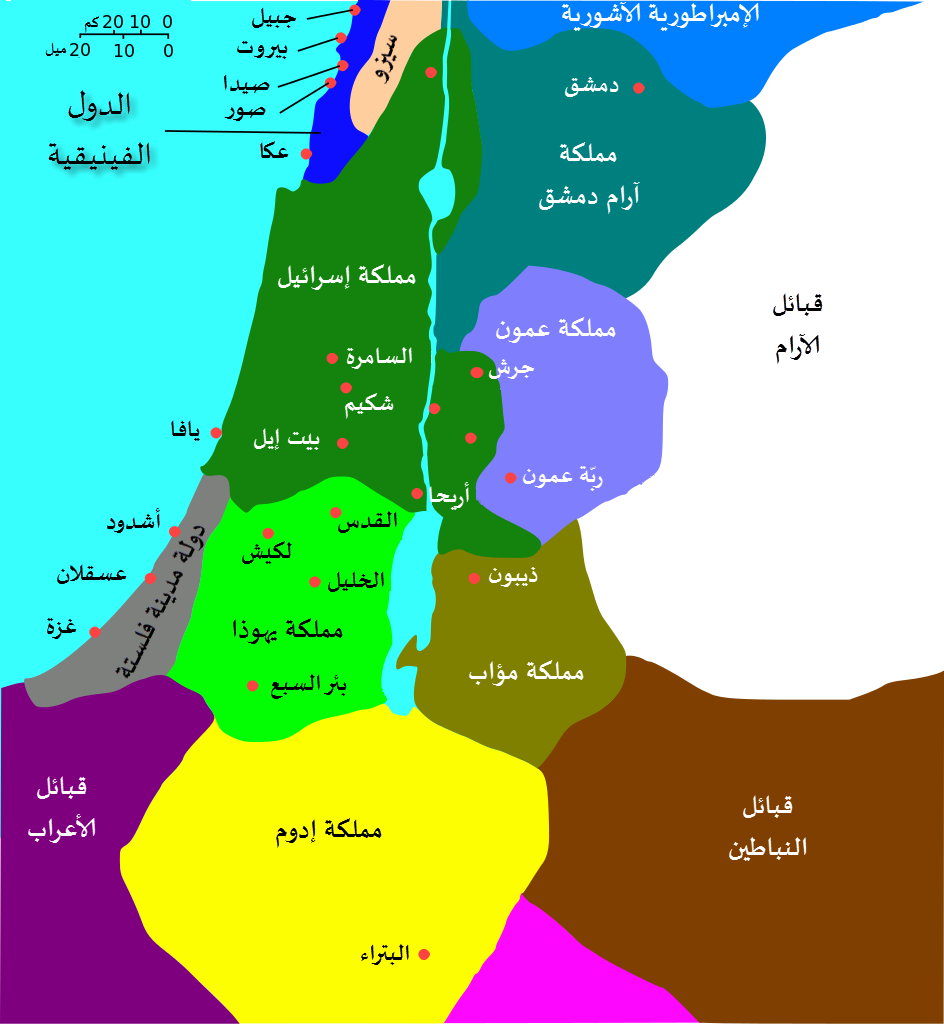
المملكة العمونية وسط الممالك التي ظهرت في الأردن وفلسطين وسوريا - خلال القرن الثامن قبل الميلاد - تظهر أيضا مملكة إسرائيل التي لم تدم الا لعشرات السنين

يبدأ تاريخ عمان من قرية عين غزال التي تقع في شرقها، فقد نشأت فيها أقدم الحضارات في العصر الحجري.الذي يعود إلى سنة 7500 ق.م، وعثرت الاستكشافات الحديثة، التي اجريت عام 1974 باشراف دائرة الاثار الأردنية وجامعة اليرموك ومشاركة جامعات عربية على مدافن وتماثيل بشرية وحيوانية تدل جميعها على حضارة زراعية مستقرة من الناحيتين المادية والروحية.

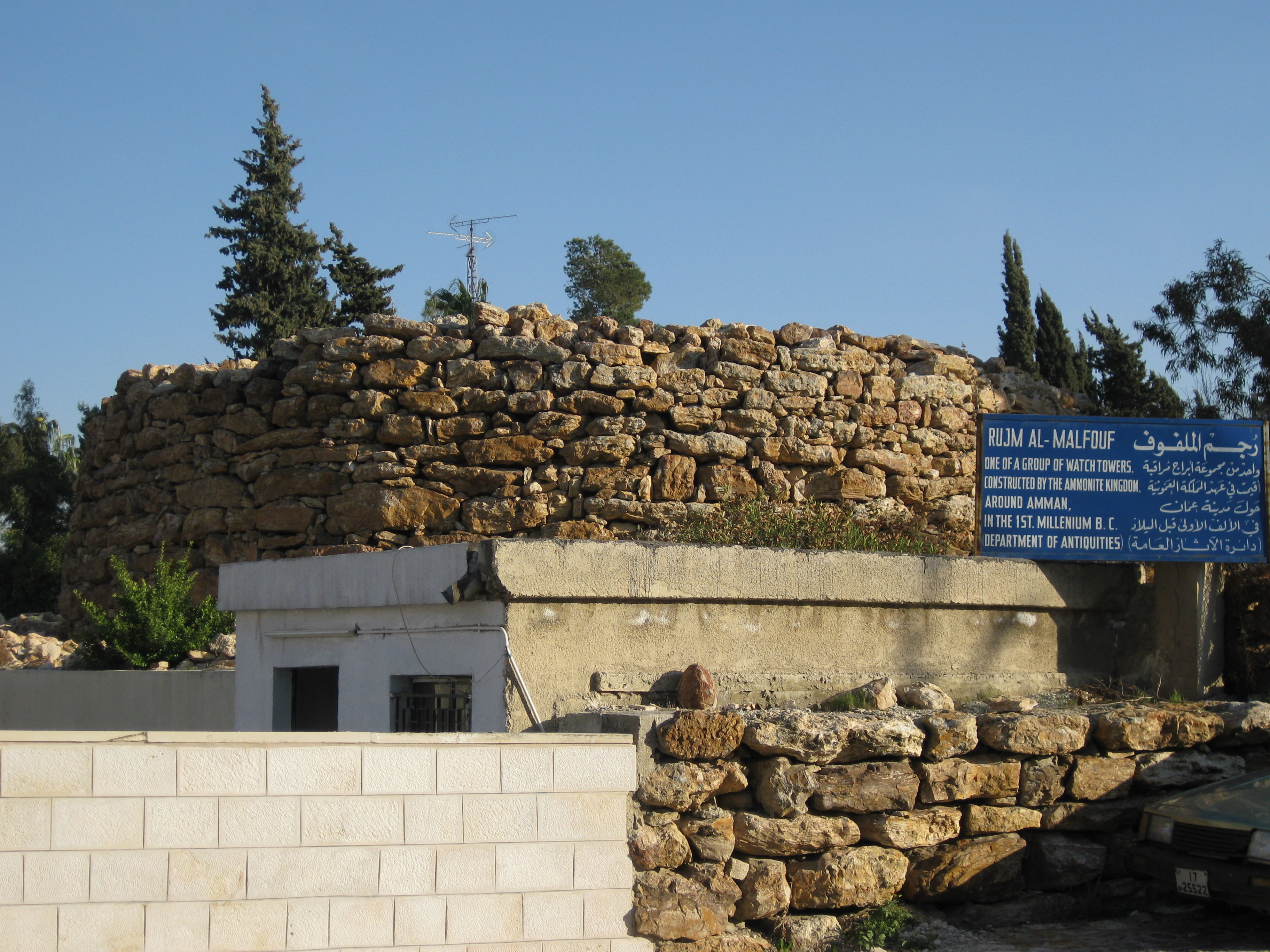
الرجم الملفوف أحد الأبراج التي استخدمها العمونيون في تحصين عمّان

دولة العمونيين، اما منطقة عمان فقد كانت معمورة في العصر البرونزي (1300 ق.م-300 ق.م) وتميزت هذه الفترة باستخدام العجلة لصناعة الفخار، وفي العصر الحديدي 1200 ق.م-332 ق.م.شهدت المنطقة تطورا في استخدام الحديد في صناعة الأسلحة والأدوات المنزلية. وبرز جبل القلعة في عمان مقر عاصمة العمونيين. وما زالت بقايا قصور العمونيين ماثلة في جبل القلعة، منها جدران الاسوار، والابار المحفورة في الصخر الجيري.كما عثر في جبل القلعة على أربعة تماثيل لملوك العمونيين تعود إلى القرن الثامن ق.م، ووجدت تماثيل أخرى في ضواحي عمان في خربة الحجاز وأبو علندة وعرجان.
وتميزت عمان في هذه الفترة بالتحصينات الحجرية والأبراج التي تظهر النشاط العسكري والتجاري في المنطقة، مثل برجي الملفوف وخلدا الذين ما زالا ماثلين حتى الآن، وتشير الاثار إلى ان عمان كانت حلقة وصل بين الشرق الأقصى وعالم البحر المتوسط وامتداده إلى اثينا وجزر بحر ايجة. في عام 1994 وجدت الحفريات الباحثة عن الاّثار بيوتا وأبراجا يُظنّ أنها من العصر الحجري حوالي العام 6500 ق.م. وقد كانت في العام 1200 ق.م قد أصبحت عاصمة العمونيين.

## العصر اليوناني
وفي العهد الهيليني 332 ق.م - 63 م في اثينا، شهدت عمان سيطرة البطالسة واطلق بطليموس الثاني عام 285 ق.م اسم فيلادلفيا بدلا من ربة عمون على يد القائد فيلادلفيوس في القرن الثالث قبل الميلاد وذلك إبان حكم الأسرة الإغريقية توليمي. وحاول اكسابها المظهر اليوناني، وجعل من جبل القلعة موقعا للمعابد كجبل الأكروبولس، وانتعشت في هذا العهد منطقة عراق الأمير، وبنى فيها الملك طوبيا قصره المعروف بعراق الأمير.وقد كانت جزءا من الدولتين النبطية والسولوسيدية ومن ثمّ استولى عليها الملك الروماني هيرود في العام 30 ق.م.

## العصر الروماني

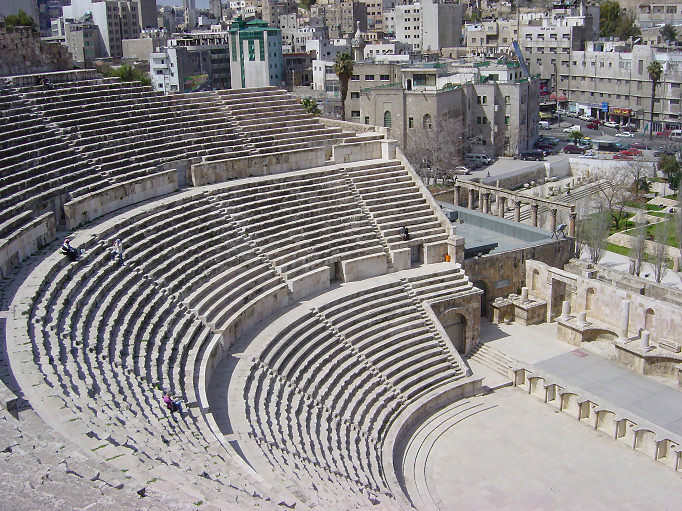
المدرج الروماني وسط عمان

ويجئ العهد الروماني البيزنطي 63 - 636 م، فيترك البيزنطيون كنيسة على جانبي الرواق الأوسط في جبل القلعة وغير بعيد عنها معصرة زيتون، وأسوار غير منتظمة ويقايا بيوت فيها بركة دائرية، وبئر لجمع المياه.
المدينة أصبحت جزءا من حلف الديكابولس، وهو تحالف كان يضم عشرة مدن تقع اليوم في الأردن وسوريا وفلسطين.
أعيد بناء فيلادلفيا أيام الحكم الروماني لتشمل مدرج وشوارع مرصوفة وأعمدة على الطراز الروماني. أيام الحكم البيزنطي كانت مقر الكرسي المسيحي وبنيت الكثير من الكنائس ولكن المدينة لم تعد مزدهرة كما كانت. وقد وصلها الفرس في عام 614 م ولكن حكمهم كان قصيرا وانتهى عندما وصلت جيوش المسلمين في 635 م وأعيد تسميتها بالاسم السامي عمّان أو عمّون.
يوجد في المدينة آثار رومانية ما زالت قائمة ليومنا هذا، أهمها ساحة الفورم والمدرج الروماني. يقع الفورم بين جبل القلعة وجبل الجوفة أمام المدرج الروماني بوسط عمان. تبلغ مساحة الفورم والمسرح ما مجموعه 7600 متر مربع ويعود تاريخ بنائهما على الأرجح إلى القرن الثاني الميلادي وتحديدا بين عامي 138 م و 161 م إبان عهد القيصر أنطونيوس بيوس. اليوم بني إلى جانب الفورم حديقة ذات نوافير عدة، تستعمل كمأوى للهروب من أزمة المرور وزحمة التسوق في وسط مدينة عمان. كانت الساحة محاطة من ثلاث جهات بشوراع أعمدة، التي يشاهد المرء منها اليوم فقط الأعمدة الواقعة في الجزء الجنوبي من الساحة، المتاخمة للمدرج. بنى الرومان، نظام تصريف للمياه تحت الساحة.

## العصر الإسلامي
ويهل العصر الإسلامي، ويستطيع جيش يزيد بن أبي سفيان ان يفتح عمان، وتنتهي بذلك دولة الغساسنة المتحكمة بمنطقة البلقاء التي كانت عمان جزءا منها.
العهد الأموي : في العصر الأموي بنى الأمويون قصرا كبيرا على جبل القلعة، وغدت عمان مركزا ادرايا، يقيم فيها الأمير، وتضرب فيها النقود، وتقوم حاميتها بمراقبة طريق القوافل التجارية، وحراسة طريق الحج، وبرك الماء كبركة زيزاء والقسطل.
العهد العباسي : وعندما آلت الامور إلى الدولة العباسية جرت على أرض كورة عمان (مركز ادراي) معارك دمرت فيها الاسوار والحصون في مواجهة عسكرية داخلية، ويشير المؤرخون إلى ان العباسيين تحصنوا في عمان عندما ثار بعض الأمويين مطالبين بالخلافة في عهد الخليفة المأمون بن الرشيد.
العهد الفاطمي : وكانت عمان في عهد الفاطميين مركزا لتجميع القوات، ولكن في اواخر حكمهم في القرن الحادي عشر الميلادي بدأت الضغوط الخارجية بقدوم الصليبيين، وفي التاريخ سنة 1184 ان صلاح الدين الايوبي مر بعمان في طريقه إلى الكرك، وأصبحت في تلك الفترة جزءا من دولة الايوبيين، ثم في عهد المماليك 1258 - 1516 شهدت عمان استقرارا، وازدهرت اسواقها في مواسم الحج الا انها بعد ذلك دخلت دفتر النسيان والإهمال حتى نهاية القرن التاسع عشر.

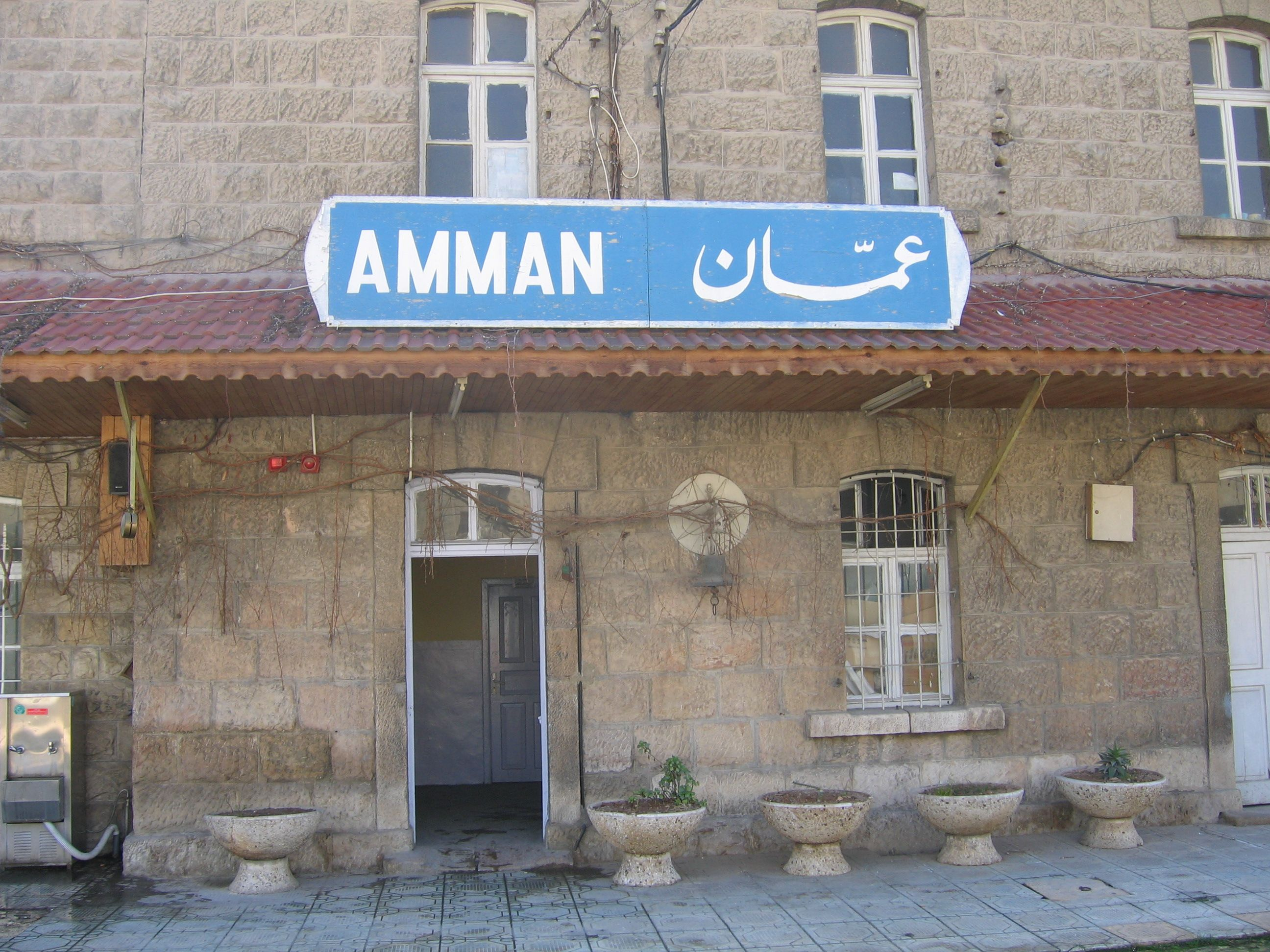
واجهة محطة الخط الحجازي القديم

العهد العثماني : وفي العهد العثماني اقترح الصدر الاعظم كمال باشا 1832 - 1913 على الباب العالي عام 1878 م استخدام ولاية عمان أو (معمورة الحميدية) ضمن تعديل التقسيمات الإدارية في سوريا، ولكن اقتراحه لم يطبق وان كان يدل على أهمية عمان في ذلك الوقت.
فعانت المدينة من اهمال الدولة لها وتراجعت مكانتها في هذا العصر بشكل كبير على حساب مدن قريبة كالسلط. الا انه من أكثر الايجابيات التي تحسب للعثمانيين في تاريخ عمان هو إنشاءهم لسكة حديد الحجاز التي كانت تمر بعمان واسهمت بشكل فعال في نهضة المدينة وانتشالها من السبات الطويل في نهاية عمر الامبراطورية العثمانية، في عهد السلطان عبد الحميد الثاني.

## التاريخ الحديث

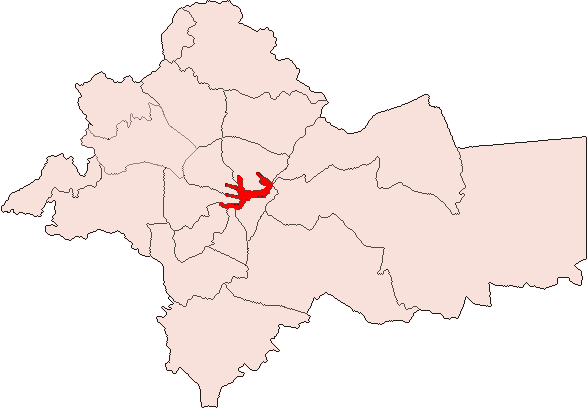
حدود عمان (ما بين 1909 - 2006)

في عام 1876م (أو في عام 1867م، أو 1878م كما تذكر بعض المراجع التاريخية) استقبلت عمان أول فوج من الشراكسة المهاجرين، والذين تلاهم بعد ذلك بعدة سنوات الشيشان والأرمن. ومع قيام الثورة العربية الكبرى قدم إليها احرار العرب، وأصبحت العاصمة بقدوم الأمير عبد الله بن الحسين سنة 1921 لامارة شرق الأردن، ومن ثم المملكة الأردنية الهاشمية عام 1946 م، كما جذبت المدينة الناشئة عددا كبيرا من العائلات من مختلف المدن الأردنية والسورية والفلسطينية والحجازية. كما استقبلت المدينة موجات اللاجئين القادمين من فلسطين ابتداء من حرب 1948م وخلال حرب 1967م وحرب احتلال الكويت حيث بدأت الحياة تتغير بشكل كبير في عمان نتيجة للزيادة الكبيرة في اعداد سكانها بشكل مفاجئ.
وتقف منطقة الوسط القديم للعاصمة الأردنية (أو وسط البلد) شاهدة على تاريخ المدينة الحديث الذي تجتاحه الحداثة، وأبرز ما يميز هذا الوسط أسواقه القديمة وعلى رأسها سوق البخارية. ويقع الوسط القديم هذا بين عدد من الأماكن الأثرية، لا سيما المدرج الروماني وجبل القلعة، اللذان يعتبران من أبرز معالم الأردن الأثرية.
بينما يقع سوق البخارية بالقرب من المسجد الحسيني الكبير الذي يرتبط تاريخ تأسيسه ببدايات تأسيس إمارة شرق الأردن عام 1921، ويقودك السوق للمعالم القديمة لعمّان والتي كانت ولا تزال أحد الشواهد على تاريخ تأسيس العاصمة الأردنية.
من سمات مدينة عمان العريقة، تتمثل في الادراج الكثيرة المنتشرة على سفوح جبالها لتصل البيوت ببعضها البعض، حين تعجز الشوارع عن أداء تلك المهمة، إذ يخيل لزائر عمان انها مدينة تقف على قدميها باستمرار، وقد اتخذت بعض بيوتها مواقع لها، لم يكن ممكنا وصلها مع باقي اجزاء المدينة الا بواسطة الدرج. من تأخذه قدماه للتجول في العاصمة الأردنية يستطيع ببساطة ان يتعرف على شيء من تاريخها من خلال قراءته لحياة بيوتها العتيقة التي ما تزال قائمة حتى الآن، والتي كانت في يوم مضى مسرحا لأحداث مهمة وكبيرة ليس في حدود الامارة فقط، بل اتسعت أحيانا لتسهم في التأثير ببعض أحداث المنطقة أيضا.
ظلت عمان مدينة تتوسع بهدوء محافظة على علاقتها بالقرية من حيث الهدوء والاجواء والعلاقات الاجتماعية، حتى كانت نكسة حزيران عام 1967 لتشهد المدينة أول انفجار سكاني بهذا الحجم، بعد أن لجأ إليها مئات الالاف من الفلسطينيين القادمين من غربي النهر. ويمكن إجمالاً تقسيم تاريخ عمّان المعاصر إلى عدة فترات:

### ما قبل التأسيس
في مطلع الربع الأخير من القرن التاسع عشر، تعود الحياة إلى عمان، مع ما راود خيال الساسة والعسكريين العثمانيين، من هواجس وأحلام وخطط، فعزمت الدولة العثمانية على إنشاء ولاية في المنطقة يكون مركزها عمان. وقد جاء في مشروع الولاية المقترح: «فالبلد السوري، يتكون حالياً من ولاية الشام، وولاية بيروت، ومتصرفيتي جبل لبنان والقدس. غير ان هذه المنطقة شاسعة، تكاد تبلغ مساحتها نصف مساحة الاناضول. وهي مناطق عامرة، فيمكن تشكيل ولاية فيها، على ان تكون عاصمتها عمان.. وان يطلق على الولاية اسم (ولاية عمان)، أو معمورة الحميدية، ويُتخذ في معان والشوبك وحسبان والسلط وعين (الزرقاء) وباقي الاماكن قائم مقاميات..». وكان السبب في اقتراح فكرة الولاية الحميدية ان «تشكيل ولاية عمان سيعمل على ضمان الأمن، على الطريق التي تخترقها ابتداء من دمشق الشام حتى المدينة المنورة».
إذ ترافق ذلك مع تفكير الدولة العثمانية بإنشاء سكة حديد، تبدأ من دمشق الشام وتصل إلى اليمن، على طول الساحل الشرقي للبحر الأحمر.غير ان كمال باشا، صاحب فكرة المشروع المقترح، ابدى تخوفه «من ان تتعرض هذه الطريق لهجوم قوى اجنبية، كالإنجليز، الذين يحاولون احتلال مصر، مما يعرقل حركة القوات العثمانية الذاهبة إلى الحجاز واليمن».
وعلى الرغم من أن مشروع الولاية الجديدة ظل فكرة، ولم يطبق، الا انه بقي حاضراً في اذهان السياسيين والعسكريين العثمانيين، أثناء ادارتهم لهواجس ومخاطر الأمن الداخلي والخارجي. فقاموا، بدءاً من العام 1878 م، بتشجيع استقرار الشركس والشيشان، على طول خط استراتيجي، يمتد من منبج وحمص والجولان فعمان، حيث كانت الاضطرابات والعصيان على الدولة امراً مألوفا. ولم يدرك الشركس ابعاد هذا الدور، ووجدوا انفسهم، حين وصلوا إلى البلقاء، في العراء. وواجهوا المصاعب بالصبر والجهد والتحدي، معتمدين على انفسهم. وبعزيمة رواد حقيقيين، بدأوا باستصلاح الأراضي وزارعتها، وشرعوا ببناء قرى جديدة هنا وهناك، فكانت عمان وناعور ووادي السير وجرش وصويلح وغيرها.
وجاء الشركس في بداية وصولهم إلى عمان، قادمين من نابلس ومنطقة خربة الشركس التابعة للواء عكا. وكان الفوج الأول من المهاجرين الشركس، في العام 1878 م (1867 أو 1878م في بعض المراجع التاريخية)، يتكون من مجموعتين (500) نفر، أغلبهم من قبيلة (الشابسوغ)، حيث سكنوا بين الابنية الأثرية للمدينة، وفي دهاليز المدرج الروماني والكهوف المحيطة به.
وتوالت افواج المهاجرين إلى عمان: وصول دفعة جديدة من المهاجرين عبر مدينة دمشق (1892 م)، وبنوا بيوتهم قرب منطقة رأس العين في عمان، واطلقوا على الفوج الأخير لقب (المهاجرين). وفي العام 1907، وصل فوج صغير من شركس القبرطاي، واستقروا في موقع الرصيفة، علما انه كان هناك مجموعات من البدو موجودين وتقاسموا مع الشراكس الماء وانشأوا قرية الرصيفة، الواقعة ما بين عمان والزرقاء. واوفدت ولاية سوريا، عام 1902 م، (خسرو باشا) قائد الدرك، مع عدد من المختصين بالبناء، إلى جهة عمان (عين الزرقاء)، للاشراف على اسكان (800) مهاجر. وباشر خسرو باشا إنشاء المنازل لهم، كما زار والي سورية، في العام 1904 م، كلاً من راس عمان (رأس العين) والرصيفة، للاطلاع على أحوال الجراكسة الذين وصلوا حديثاً.
وفي الفترة (1903-1905 م)، انشئت محطة سكة الحديد في عمان، ووصلها القطار من دمشق، وانتشرت بجوارها مساكن العمال المشتغلين بالخط، وانشئ بالقرب منها مهبط للطائرات الألمانية. وكانت الدواب هي وسيلة التنقل، بين محطة سكة الحديد وبين (محلات بلدة عمان)، التي شكلت مع المحطة مركز المدينة لاحقاً، لتصبح عمان بعدها تمتد من رأس العين إلى المحطة. وباكتمال سكة حديد الحجاز، ووصولها إلى المدينة المنورة (1908)، ازدادت اهمية بلدة عمان وأصبحت مركزاً تجارياً مهماً.
اما المشهد العمراني والسكاني لعمان، قبل تأسيس مجلسها البلدي، أي في الفترة (1878-1908)، فكان كما يلي: في العام 1890 م، بلغ عدد الدور (الخانات) 200 دار. وفي العام 1905 م، كان عدد الدور (500) دار، مبنية من الطوب الطيني بناء جيداً، وتحيط بها الحدائق الجميلة، وتمتد مع امتداد الوادي الضيق. وفي العام 1907 م، بلغ عدد البيوت في عمان (800) بيت. واستمرت البلدة الناشئة تتطلع إلى عقود عمرها القادمة بلهفة وصبر واناة وتحمّل.
وقد تعاقب على رئاستها، خلال مئة عام، منذ تأسيس مجلسها البلدي الأول عام 1909 وحتى العام 2009، ثمانية عشر رئيسا للبلدية (1909-1950)، واربعة عشر أمينا للعاصمة (1950-1987)، وستة أمناء لعمان الكبرى (1987-2009).

### 1909 (التأسيس)
إذا كان التاريخ الحضري المعاصر لعمّان، كحاضرة مكانية مأهولة، يعود إلى الربع الأخير من القرن التاسع عشر الميلادي (1878 م)، فان تاريخها البلدي يبدأ منذ العام (1909)، عند تشكيل أول مجلس بلدي فيها، يتبع إلى متصرفية السلط. حيث تأسس هذا المجلس بموجب قانون الولايات العثماني الصادر في العام 1870 م (17 رمضان 1294 هـ)، وكان (إسماعيل ارسلان بابوق) هو أول رئيس لهذا المجلس البلدي في عمان.
وقد تزامن مع تأسيس المجلس البلدي الأول في عمان إنشاء الحكومة العثمانية لجسر العسبلي فيها، الواصل بين طرفي محلة الشابسوغ، والمكون من ثلاث قناطر، اقيمت فوق سيل عمان. وقد جاء ذلك نتيجة لتزايد اعداد القاطنين في البلدة الناشئة، بعد أن أصبحت محطة رئيسية من محطات سكة حديد الحجاز. فأصبحت مركزاً تجارياً متقدماً لمدينة السلط، بسبب انتقالها إلى مرحلة الاتصال المباشر بعاصمة الولاية دمشق، عبر سكة حديد الحجاز، حيث افتتحت محطة عمان فيها رسمياً في (ايلول / سبتمبر 1904)، ليليها بعد أربعة اعوام وصول السكة إلى المدينة المنورة، وتشغيل السكة الحجازية كاملة، بين دمشق والمدينة المنورة، وافتتاح الخط الحجازي كله رسمياً في (ايلول / سبتمبر 1908)، أي قبل عام واحد من تأسيس المجلس البلدي الأول في عمان، التي كانت تدار قبل ذلك التاريخ من قبل هيئة اختيارية يرأسها مختار.
وفي بداية العقد الأول، من عمر مجلس بلدية عمان، بلغ عدد سكان قرية عمان نحو (2115-4000) شخص، والمساحة المأهولة فيها نحو (1) كم2. ووصلت في العام التالي للتأسيس (1910 م) موجة من المهاجرين الجدد إلى عمان، بلغت نحو (72) عائلة، وساعدت الحكومة على بناء بيوت لهم، في المنطقة الواقعة بين موقف عمان (المحطة) والقصبة. وقد تلا ذلك مباشرة الدولة العثمانية إنشاء الأماكن العسكرية لقواتها في عمان (1911). فقد اقر والي سورية (عام 1910 م) «خطة لتحديث الإدارة في الولاية»، تضمنت «استحداث قضاء جديد، إلى الجنوب من السلط، على ان تكون عمان مركز القضاء، وان يباشر ببناء دار للحكومة فيها»، إذ كانت عمان مركزاً، من الطبقة الأولى للخط الحجازي. وازدادت أهميتها، باتخاذها، في الحرب العالمية الأولى (1914 م)، قاعدة لسوق جيوش الدولة العثمانية، إلى القدس وغزة، فارتبطت بالطرق الممتدة، ومراكز البرق واللاسلكي والتليفون، وقامت بها المباني العسكرية والمستودعات.
وفي مطلع هذا العقد (1911 م)، كان يتبع إلى ناحية عمان عدد من القرى والتجمعات السكانية هي: سحاب، ناعور، وادي السير، الرصيفة، مادبا، عرب البلقاوية، بني صخر، وكان مدير الناحية هو إبراهيم افندي (عوني). اما بلدة عمان في ذلك الوقت (1912 م)، فكانت تضم عدة محلات واحياء هي: محلة القبرطاي، ومختارها هو (عزيز بن طراخ) و (أحمد بن قناش). ومحلة الابزاح، ومختارها هو (يعقوب بن إسلام). ومحلة رأس عمان (رأس العين)، ومختارها هو (ناخو صالح). ومحلة الأغراب، ومختارها هو (سليمان البلبيسي). ومحلة الشابسوغ، التي كانت تضم محيط ساحة الملعب (المدرج الروماني) والجزء الجنوبي الغربي من جبل القلعة. إضافة إلى عدد من المحلات والحارات الأخرى الفرعية، مثل: حارة الفلاحين في الشابسوغ، ومحلة حابسو في سوق عمان في محلة القبرطاي، ومحلة الاشرفية كامتداد لمحلة القبرطاي، ومحلة عزيزية التي يقع فيها بناء المحكمة الشرعية، ومحلة المسيحيين وغيرها. وقد كان مقر قوة الدرك، أو الضابطة، في قلعة عمان، حيث كان الجراكسة هم النواة الأساسية لقوات الجندرمة (الدرك)، ولم تكن تضم بين افرادها احداً من أبناء عشائر المنطقة.
وقد توالى على رئاسة بلدية عمان، في العقد الأول لتأسيس مجلسها البلدي، أربعة رؤساء، هم: (إسماعيل ارسلان بابوق 1909-1911 م)، (أحمد الخطيب 1911-1915 م)، (اسعد خليل حمدوخ 1915-1919 م)، و (أيوب فخري فاخر 1919-1920).

### 1948

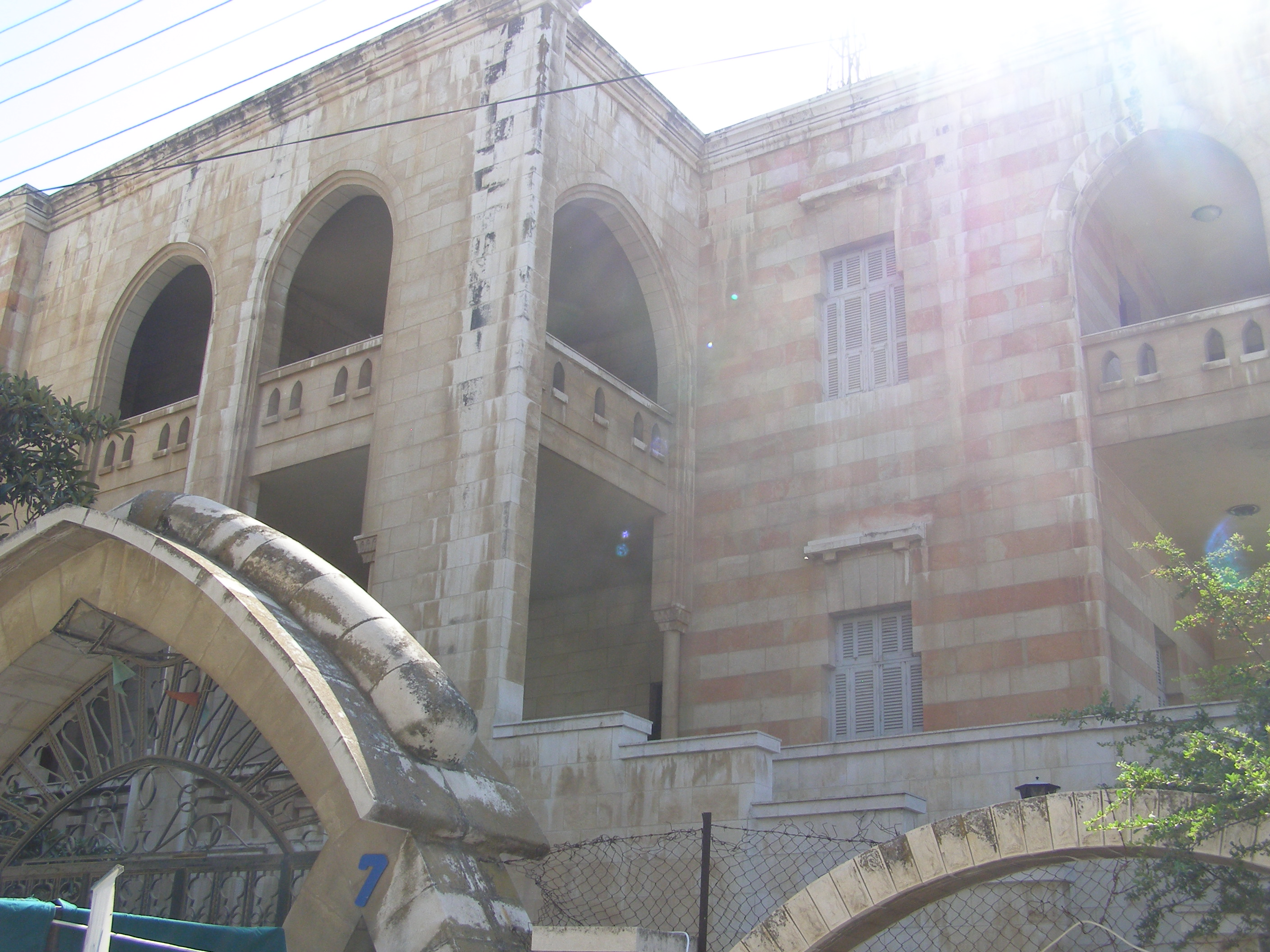
أحد المنازل العمّانية المبنية في النصف الأول من القرن العشرين.

في العقد الرابع من عمر بلدية عمان تزايد عدد سكان المدينة بشكل كبير لعدة أسباب منها: نهاية الحرب العالمية الثانية وبدء استقرار الإقليم والبلاد (1945). استقلال البلاد الأردنية واعلان عمان عاصمة للمملكة الأردنية الهاشمية (1946). وتدفق اعداد كبيرة من اللاجئين الفلسطينيين إلى المدينة نتيجة للحرب العربية الإسرائيلية، واحتلال العصابات الصهيونية لقسم كبير من المدن والبلدات والاراضي العربية الفلسطينية (1948). وقد تصاعد عدد سكان المدينة كما يلي: (60) الف نسمة (1945 م)، (5 ر65) الف نسمة (1946)، (100) الف نسمة (1949). وقد بلغت موازنة البلدية في نهاية العقد الرابع نحو (54 ر127) ألف جنيها فلسطينيا (1949).
اما مساحة المدينة فقد كانت نحو (10) كم2 في العام 1947 م، ثم وصلت إلى (16)كم2 في العام 1949، وذلك بعد قرار المجلس البلدي القاضي بتوسيع حدود منطقة بلدية عمان (1949 م). وقد جرت عملية تجميل وتنظيم للمدينة على نطاق واسع، وعلى رأسها هدم الجزيرة المطلة على ساحة فيصل وتقليصها، وما تفرع عن ساحة فيصل من شوارع، كشارع طلال، والشارع الهاشمي فشارع المحطة (1949 م). وشارك مجلس بلدية عمان، مع المجالس البلدية الأخرى في البلاد، بقراره رقم (141 (تاريخ 29/4/1946، في المطالبة باستقلال البلاد الأردنية «تعبيراً عن رغبة الاهلين، باعلان استقلال المملكة على اساس النظام الملكي النيابي، والمناداة بالامير عبد الله ملكاً للمملكة الأردنية الهاشمية». وفي العام 1948، انعم الملك عبد الله الأول على رئيس بلدية عمان آنذاك، هزاع المجالي «بقلادة ذهبية تكون له ولأخلافه من بعده، بحيث يتقلدها كل من تبوأ منصب رئيس البلدية».

### 1967

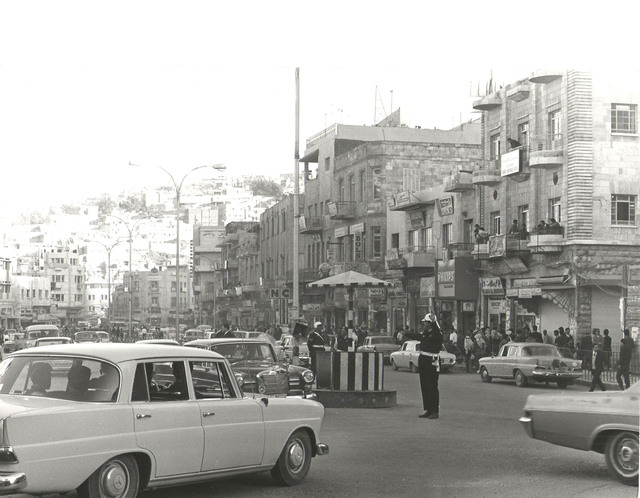
وسط البلد في نهاية الستينات

في العقد السادس، من عمر البلدية وأمانة العاصمة، قفز عدد السكان لمدينة عمان من (4 ر217) الف نسمة في بداية العقد (1959/1960)، إلى (461) الف نسمة في نهايته (1969). كما ازدادت المساحة التنظيمية للمدينة، من (57) كم2 في بداية العقد إلى (3 ر86 كم2) في نهايته (1969). وارتفعت ميزانية امانة العاصمة (الواردات) من (8 ر637) الف دينار في العام (1959/1960)، إلى (3 ر2) مليون دينار في العام (1969).
وقد شهد عقد الستينيات جهوداً جادة، من امانة العاصمة، لاعادة تخطيط وتنظيم مدينة عمان، لاستيعاب واحتواء الزيادات السكانية المفاجئة. فتأسس أول قسم للتخطيط في امانة العاصمة (1961)، باشراف اخصائيين محليين، وذلك بهدف تجميع المخططات والمعلومات التي اعدت للمدينة، وإخراج مخطط هيكلي شامل، غير ان تنفيذه لم يتم، لعدم وجود الأنظمة والأجهزة الفنية القادرة على البرمجة والتنفيذ. لهذا، فقد بدأت الامانة بالاعداد لاصدار الأنظمة الأساسية، اللازمة لتوجيه سياسة التخطيط والاعمار (1964). فأصدرت نظامين أساسيين (1965)، هما: نظام تنظيم مدينة عمان، ويحدد الاحكام التنظيمية لاستعمالات الأراضي في المدينة. ونظام الابنية، ويحدد الاحكام التنظيمية للأبنية في المدينة. وقد جاءت تلك التشريعات بهدف دعم وتطوير السياسة التنظيمية والعمرانية، وربطها بالسياسة الاقتصادية والاجتماعية للدولة. ولكن لسوء الحظ، لم يحقق القانون هدفه، وبقيت الأزمات الحضرية تتعاظم، والمدينة تنمو، والملامح العامة لها على ما هي عليه.
وهكذا، تعثرت كل الجهود، من اجل وضع الخطط والبرامج، للتحكم بنمو مدينة عمان، وتنظيم استعمالات الأراضي فيها. وذلك بسبب النمو السكاني غير المتوازن، الذي فرض أوضاعاً تنظيمية مغايرة للصورة المخطط لها وقد تمثل ذلك في عدم تنفذ المخططات الهيكلية العامة للمدينة، التي وضعت قبل العام 1961، بسبب ان هذه المخططات غير قابلة للتنفيذ، لعدم مراعاتها لظروف المدينة الذاتية، والنمو السكاني المفاجئ لها، بسبب الأحداث السياسية، ولعدم وجود أجهزة فنية قادرة على وضع مخططات تفصيلية لهذه المعطيات العامة. ويشدو إلى الإشارة إلى أن أول مخطط هيكلي لعمّان تم وضعه في عام 1956 بإشراف خبراء من الأمم المتحدة.

### 1990
في العقد التاسع من عمر المدينة، استمر عدد سكانها في التزايد فوصل في بدايات العقد إلى (5 ر1) مليون نسمة، وارتفع في نهاياته إلى نحو (8 ر1) مليون (1999)، بسبب عودة آلاف المواطنين العاملين في دول الخليج وخصوصاً الكويت. كما تزايدت مساحة المدينة، لتصل في نهاية العقد إلى نحو (670)كم2، حيث تمت توسعة حدود الأمانة، وتم ضم قريتي: الماضونة والمناخر، في منطقة النصر (1999). اما ميزانية الأمانة، فقد ارتفعت من (8 ر36) مليون دينار في بداية العقد (1990)، لتصل إلى (4 ر67) مليون دينار في نهايته (1999).
وقد شهد هذا العقد بالنسبة لأمانة عمان الكبرى ما يمكن اعتباره «ثورة» على مستوى البنية التحتية، وخصوصاً حل مشكلة التقاطعات المرورية الأساسية في العاصمة. فتم إنشاء العديد من الانفاق والجسور، إضافة إلى تعبيد الطرق المستمر، وكذلك فتوحات الشوارع الترابية الجديدة.

### 2007
استمر في هذا العقد ارتفاع عدد السكان في مدينة عمان، فوصل إلى: (1.9) مليون نسمة (2001)، ثم إلى (2.5) مليون نسمة (2007)، وذلك بعد موجة الهجرة، التي تلت احتلال العراق في العام 2003. كما زادت مساحة المدينة تدريجياً، لتصل إلى (678) كم2 في العام 2002، بعد ضم مجموعة اراض في منطقة وادي السير، إضافة إلى ضم قريتي العبدلية والخشافية في منطقة القويسمة (2001).
وقفزت تلك المساحة قفزة ضخمة، وكما لم يحدث في تاريخ المدينة الحديث منذ العام 1909، فوصلت تلك المساحة إلى (1680) كم2 في العام 2007، بعد ضم مناطق جديدة إلى امانة عمان الكبرى، وأصبحت المناطق التي تتكون منها امانة عمان الكبرى (27) منطقة بدلاً من (20) منطقة، وهذه المناطق هي: المدينة، بسمان، ماركا، النصر، اليرموك، رأس العين، بدر، زهران، العبدلي، الجبيهة، وادي السير، صويلح، تلاع العلي، القويسمة، خريبة السوق، شفا بدران، المقابلين، طارق، بدر الجديدة، أبو نصير، (والمناطق الجديدة: أحد، الجيزة، سحاب، الموقر، مرج الحمام، ناعور، حسبان وام البساتين). اما ميزانية البلدية، فارتفعت من (70.6) مليون دينار (2000 م) إلى (.396.9) مليون دينار (2009 م).
وقد وصل عدد موظفي الأمانة في نهاية العقد العاشر من عمرها، أي بعد مرور مئة عام على تأسيس بلدية عمان (1909)، إلى (18) الف موظف ومستخدم وعامل، وفيها مجلس امانة يضم (68) عضواً، يرأسه امين عمان، وهو مقسم إلى اربع عشرة لجنة مختلفة.

## وصلات خارجية
- تاريخ عمّان المصور.
- فندق فيلادلفيا (الأردن)